# Каюзак, Луи
Луи́ Каюза́к (фр. Louis Cahuzac; 12 июля 1880, Карант, департамент Эро — 9 августа 1960, Люшон, департамент Верхняя Гаронна) — французский кларнетист, дирижёр, музыкальный педагог.
Учился в Парижской консерватории у Сириля Роза, окончил её с первой премией в 1899. Был одним из первых исполнителей во Франции сочинений Брамса, выступал во Франции и за рубежом, в том числе в ансамбле с Венсаном д’Энди. Исполнял Первую рапсодию Дебюсси под управлением автора, помогал И. Ф. Стравинскому при работе над Тремя пьесами для кларнета соло. Каюзак был первым исполнителем Сонатины Онеггера, а также сделал первую в истории запись Концерта Нильсена. Вёл активную концертную деятельность до преклонных лет: в 1958 записал Концерт Хиндемита с оркестром, которым дирижировал сам композитор.
Каюзак — представитель классической французской школы кларнета, обладавший полным, объёмным звучанием, выразительностью и виртуозной техникой. Помимо сольного исполнения он играл в оркестрах, в том числе в Оркестре Колонна, Оркестре симфонических концертов Фуше и др., а также выступал как дирижёр. Каюзаку принадлежит ряд сочинений для кларнета, в том числе известные Вариации на тему лангедокской песни (фр. Variations sur un Air du Pays d'Oc).
Среди учеников Каюзака — Эдуард Бруннер, Ханс Рудольф Штальдер и Жерваз де Пейер.